# Alkazar Królewski

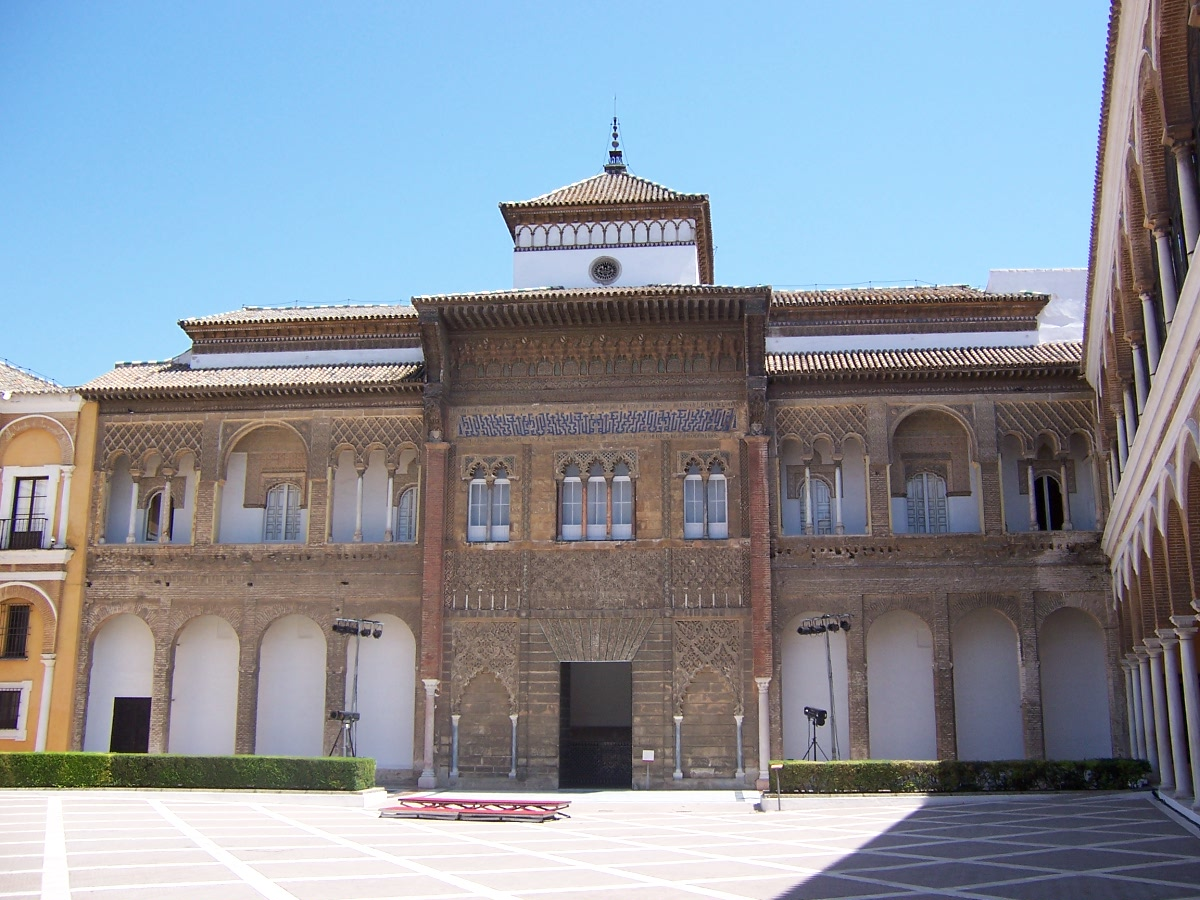
Fasada pałacu Piotra I

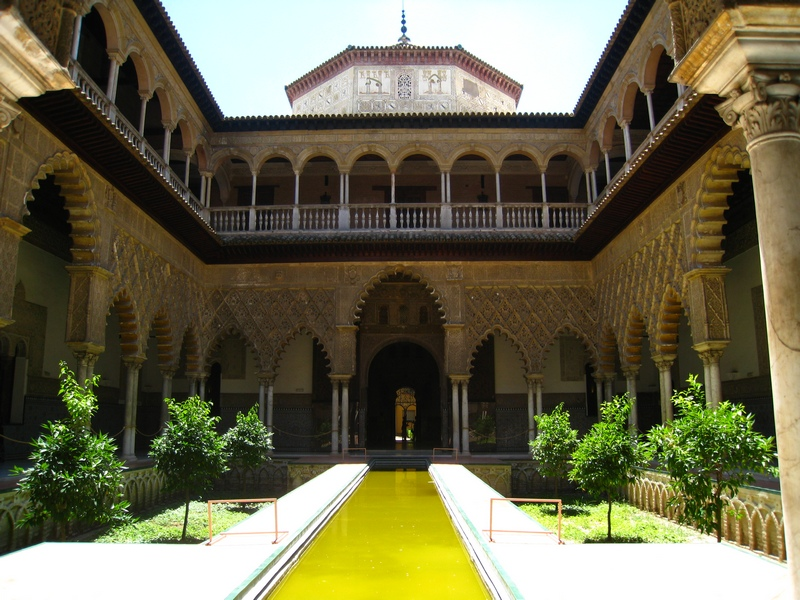
Dziedziniec panien

Alkazar Królewski albo Alkazar Królewski w Sewilli (hiszp. Real Alcázar de Sevilla) – pałac królewski, którego początki sięgają XI w., kiedy rezydowali tutaj przedstawiciele kalifatu kordobańskiego. Rozbudowany w latach 1350–1369 przez Piotra I Okrutnego w stylu mudéjar. Późniejsi królowie kontynuowali rozbudowę, przystosowując rezydencję do własnych potrzeb. Tutaj podejmowano decyzje o wysłaniu ekspedycji, m.in. Ferdynanda Magellana, tutaj Krzysztof Kolumb został przyjęty przez Izabelę Kastylijską i Ferdynanda Aragońskiego po podróży do Ameryki. Budowla zawiera wiele sal, patios oraz ogrody pałacowe.
Alkazar w 1987 roku został wpisany na listę światowego dziedzictwa kulturowego UNESCO.